# Nigel Dodds

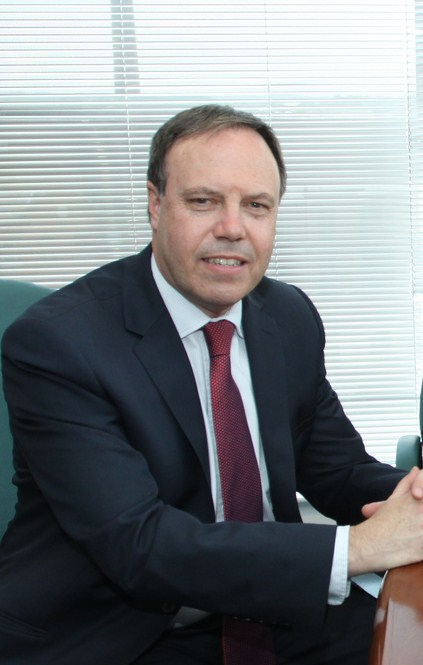
Nigel Dodds

Nigel Alexander Dodds, Baron Dodds of Duncairn, (* 20. August 1958 in Derry, Nordirland) ist ein nordirischer Rechtsanwalt und Politiker. Von 2008 bis 2021 war er stellvertretender Vorsitzender der unionistischen Democratic Unionist Party (DUP).

## Biografie
Nigel Dodds wurde 1958 in eine protestantisch-nordirische Familie in Derry geboren. Er besuchte zunächst die Portora Royal School in Enniskillen und studierte anschließend Rechtswissenschaften am St. John’s College der University of Cambridge sowie am Institute of Professional Legal Studies der Queen’s University Belfast. Danach erhielt er die Zulassungs als Barrister. Von 1984 bis 1996 arbeitete Dodds im Sekretariat des Europaparlaments in Brüssel.
1985 wurde Dodds für die Castle area in Nord-Belfast in den Stadtrat von Belfast gewählt. Von 1988 bis 1989 und 1991 bis 1992 war er Lord Mayor von Belfast. Bei seiner ersten Wahl 1988 war er 29 Jahre alt und damit der bislang jüngste Lord Mayor in der Stadtgeschichte. In diesen Jahren war er verschiedentlich kommunal- und regionalpolitisch in Nordirland und als Mitglied des Senats der Queen’s University Belfast aktiv. Für seine kommunalpolitischen Verdienste wurde er 1997 als Officer des Order of the British Empire (OBE) ausgezeichnet.
Bei der Unterhauswahl 2001 wurde er für die DUP im Wahlkreis Belfast North mit 40,8 % der Stimmen ins britische House of Commons gewählt. Den Wahlkreis konnte er bei den Unterhauswahlen 2005 (45,6 %), 2010 (47,0 %), 2015 (47,0 %) und 2017 (46,2 %) erneut gewinnen. Bei den Wahlen ab 2015 kam ihm zugute, dass die rivalisierende unionistische UUP im Wahlkreis keinen eigenen Kandidaten mehr aufstellte. Bei der Unterhauswahl am 13. Dezember 2019 verlor Dodds den lange gehaltenen Wahlkreis Belfast North an seinen Gegenkandidaten John Finucane (Sinn Féin). Dodds erhielt 43,1 % und Finucane 47,1 % der Stimmen.
In der nach der Wahl zur Nordirland-Versammlung 1998 aufgestellten Regionalregierung Nordirlands war Dodds kurzzeitig Minister für Soziale Entwicklung 1999 bis 2000 und 2001 bis 2002, und nach der Wahl 2007 Minister für Unternehmen, Handel und Investitionen (2007–2008) sowie Finanzen und Personalangelegenheiten (2008–2009). 2010 gab er sein Abgeordnetenmandat in der Nordirland-Versammlung zurück.
Nach der Ablösung des Parteigründers Ian Paisley an der Spitze der DUP durch Peter Robinson 2008 wurde Nigel Dodds zu dessen Stellvertreter gewählt. Anfang Mai 2021 gab Dodds bekannt, bei der anstehenden Vorstandswahl nicht erneut kandidieren zu wollen. Um die Nachfolge bewarben sich Gregory Campbell, Paula Bradley und Paul Frew. Zur Nachfolgerin wurde Mitte Mai Paula Dodds gewählt.
2010 wurde er in den britischen Kronrat (Privy Council) aufgenommen. Am 18. September 2020 wurde er als Baron Dodds of Duncairn, of Duncairn in the City of Belfast, und wurde dadurch Mitglied des britischen House of Lords.

## Persönliches
Nigel Dodds hat mit seiner Frau Diane zwei Kinder. Diane Dodds ist ebenfalls politisch aktiv und war bis zum Austritt des Vereinigten Königreichs aus der Europäischen Union  Abgeordnete für die DUP im Europäischen Parlament.